# Вітенько Ігор Володимирович
Ігор Володимирович Вітенько (нар. 28 березня 1938, с. Чернихівці, теперішній Збаразький район, Тернопільська область — пом. невідомо, знайдений 21 вересня 1974 у Винниківському лісі біля Львова) — кібернетик, логік, кандидат фізико-математичних наук (1967), доцент на кафедрі теоретичної кібернетики й математичної логіки Ужгородського державного університету (1972).

## Біографічні відомості
Ігор Вітенько народився 28 березня 1938 року в с. Чернихівці (нині — Збаразького району Тернопільської області). Батько Володимир Вітенько загинув на війні 1941 року. Мати за зв'язки та допомогу ОУН-УПА у 1944 році була заарештована й засуджена на 20 років каторжних робіт. Ігор виховувався у двоюрідної сестри Анни Кониш у Верняки Збаразького району. Початкову освіту здобув у с. Чернихівці, середню — у Збаражі (1954)[джерело?].
1955 року вступив на фізико-математичний факультет Львівського університету, який із відзнакою закінчив 1960 року[джерело?]. 1967 року у Львові захистив кандидатську дисертацію та переїхав працювати в Ужгородський державний університет. У 1972 році йому було присуджено наукове звання доцента.
Працюючи в Харкові та Ужгороді, видав низку вагомих наукових праць та навчальних посібників із кібернетики і математичної логіки. Знав німецьку й англійську мови. Готувався до захисту докторської дисертації. У листах до мами вчений скаржився, що захист докторської дисертації під загрозою, бо на нього пишуть багато огидних анонімок. 19 серпня 1974 року І. Вітенько приїхав у гості до матері в с. Чернихівці. 21 вересня 1974 року його тіло було знайдено у Винниківському лісі під Львовом.

## Наукова діяльність
- Viten'ko, I.V.; Nikolenko, V.V. An algebra variety. (English). 1997. (англ.)
- И. В. Витенько, «Оптимальные алгоритмы сложения и умножения на машинах с плавающей запятой», Ж. вычисл. матем. и матем. физ., 8:5 (1968), 1076—1084. (рос.)